# Leptocaris echinatus
Leptocaris echinatus är en kräftdjursart som beskrevs av Fiers 1986. Leptocaris echinatus ingår i släktet Leptocaris och familjen Darcythompsoniidae.

## Underarter
Arten delas in i följande underarter:
- L. e. nudus
- L. e. echinatus